# Sewn to the Sky
Sewn to the Sky es el primer álbum de Bill Callahan (también conocido como Smog), lanzado en 1990 por Disaster Records. Fue más tarde relanzado por Drag City y manifestó la importancia de Callahan sobre la música lo-fi a principios de los 90s. Este álbum altamente experimental combinó grabaciones hogareñas, instrumentos deficientes y estructuras de escritura ruidosas por lo cual más tarde se lo denomino como el pionero del género lo-fi.
La canción "A Jar of Sand" fue regrabado para el EP 'Neath the Puke Tree en 2000.

## Lista de canciones

### Lado uno
1. "Souped Up II"
2. "Kings Tongue"
3. "Garb"
4. "Hollow Out Cakes"
5. "Confederate Bills and Pinball Slugs"
6. "Coconut Cataract"
7. "Fruit Bats"
8. "Peach Pit"
9. "Disgust"
10. "Russian Winter"

### Lado dos
1. "Polio Shimmy"
2. "Smog"
3. "Lost My Key"
4. "Fried Piper"
5. "Fables"
6. "Puritan Work Ethic"
7. "A Jar of Sand"
8. "I Want to Tell You About a Man"
9. "Olive Drab Spectre"
10. "The Weightlifter"